# Toro (vino)
Toro è un vino di denominazione di origine (DO) delle provincie di Zamora e Valladolid che prende il nome dal comune di Toro.
La zona di produzione include 12 comuni della provincia di Zamora (Argujillo, La Bóveda de Toro, Morales de Toro, El Pego, Peleagonzalo, El Piñero, San Miguel de la Ribera, Sanzoles, Toro, Valdefinjas, Venialbo e Villabuena del Puente) e 3 della provincia di Valladolid (San Román de Hornija, Villafranca del Duero e Villaester de Arriba e Villaester de Abajo, del comune di Pedrosa del Rey)
Ottenne la qualifica di denominazione di origine nel 1987.

## Uva
- Tinta de Toro (varietà di uva autoctona): utilizzata per l'elaborazione di rossi e rosati.
- garnacha tinta: utilizzata per l'elaborazione di rossi e rosati.
- Verdejo: utilizzata per l'elaborazione di bianchi.
- Malvasia: utilizzata per l'elaborazione di bianchi.